# Alexander van Bergamo

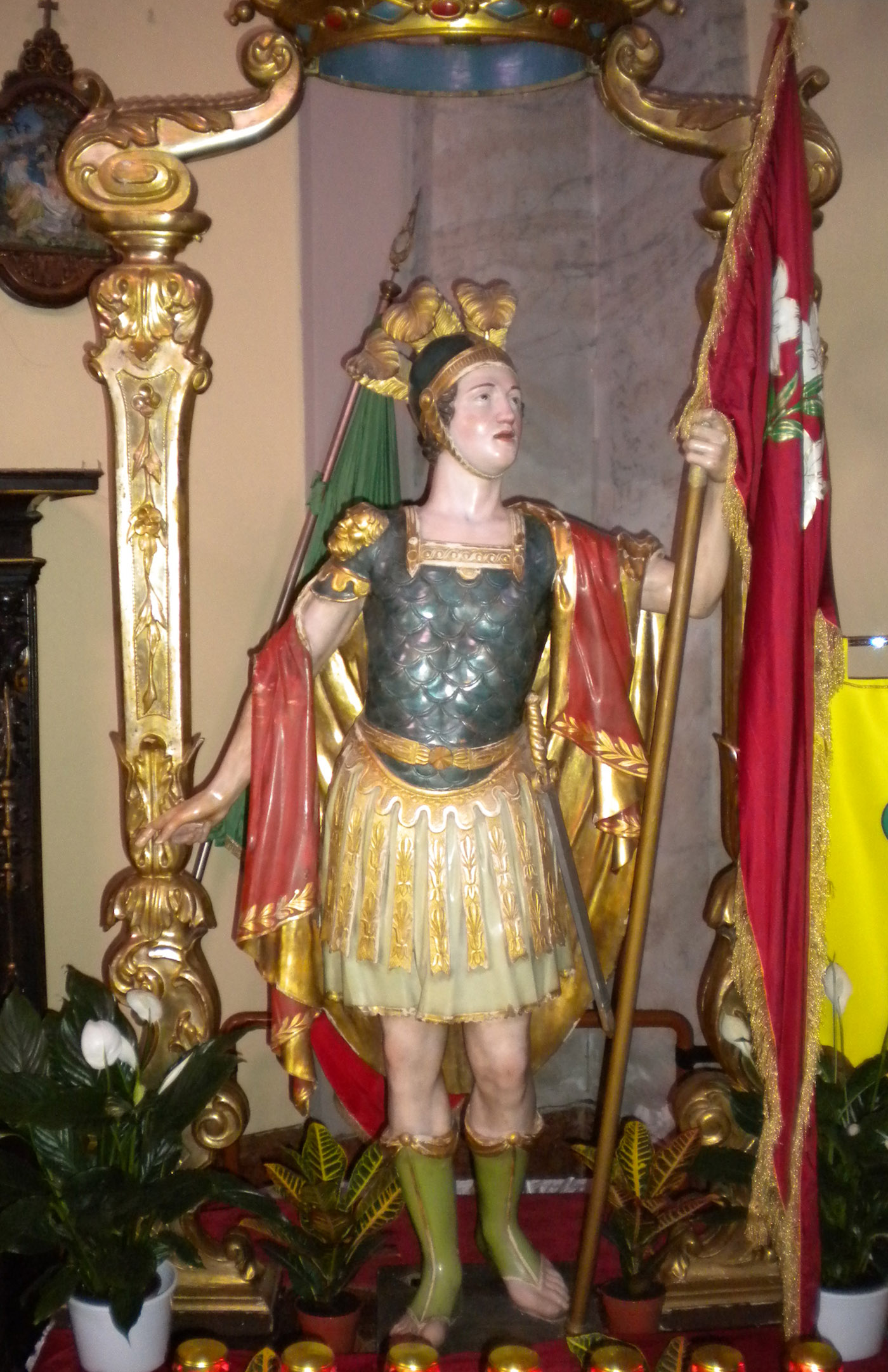
de H. Alexander van Bergamo

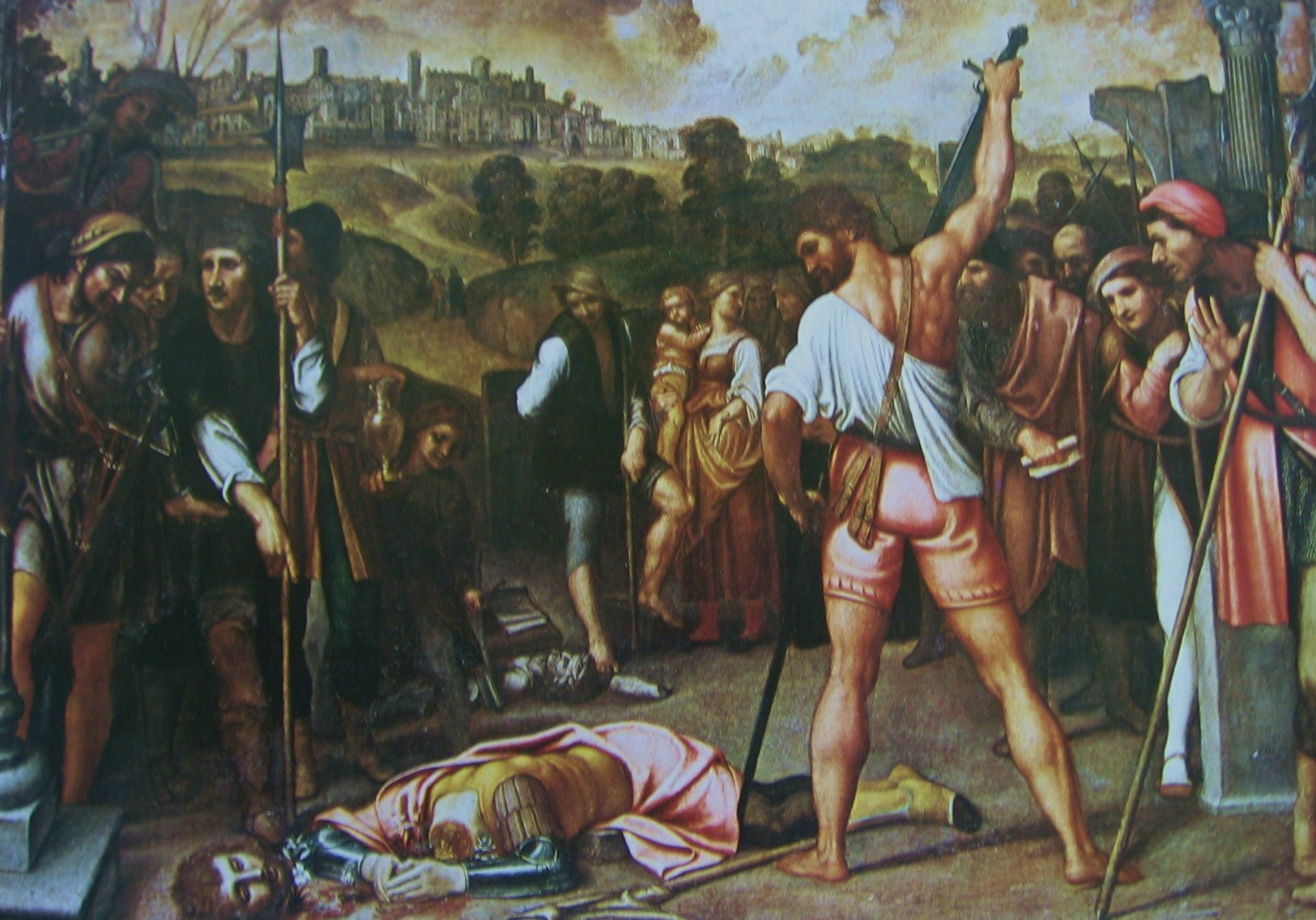
de onthoofding van de H. Alexander van Bergamo door Enea Salmeggia

Alexander van Bergamo († ca. 305) is een heilige van de Rooms-Katholieke Kerk. Hij is de beschermheilige van de stad Bergamo en zijn feestdag is op 26 augustus.
Alexander is een van de heiligen die in verband worden gebracht met het legendarische Thebaanse Legioen. Hij stierf evenals veel andere leden van dit tot het christendom bekeerde Romeinse legioen nadat hij weigerde zijn geloof te verloochenen. Volgens de overlevering was Alexander de centurion van het Legioen.
Volgens de hagiografie trok het Thebaanse Legioen vanuit Thebe naar het Italisch schiereiland om vandaaruit te helpen de Galliërs te pacificeren. Nabij het tegenwoordige Milaan zou Alexander gevangengenomen zijn, waarna hij wist te ontsnappen met behulp van Fidelis en Maternus. In Como zou hij opnieuw gevangen zijn genomen. Hij werd naar Milaan gebracht, vanwaaruit hij opnieuw zou zijn ontsnapt, om vervolgens in Bergamo aan te komen. Hier vestigde hij zich aanvankelijk als priester. Hij zou een belangrijke bijdrage hebben geleverd aan de kerstening van Bergamo, waaronder de bekering van de latere heiligen Firmus en Rusticus, die als tweetal worden aanbeden. Op 26 augustus van het jaar 303 zou Alexander zijn onthoofd.
De kathedraal van Bergamo is aan hem gewijd. In Rome is de Santi Bartolomeo e Alessandro dei Bergamaschi onder meer aan hem gewijd. Alexander is tevens een van de beschermheiligen van Freiburg im Breisgau.